# Helmuth Brückner
Helmuth Brückner (Peilau, Landkreis Reichenbach, Silesia; 7 de mayo de 1896 - f. en 1951 o 1954) fue un nacionalsocialista Oberpräsident y Gauleiter de Silesia.

## Procedencia y biografía política
Hijo de un profesor de Volksschule, estudió en el Gymnasium de Reichenbach, para pasar a la Universidad de Breslavia a estudiar Historia, Geografía, Filosofía y Economía. Durante sus años universitarios ingresó en el Corps Marcomannia Breslau. En agosto de 1914 interrumpió sus estudios para participar en la I Guerra Mundial como voluntario. En diciembre de 1915 fue nombrado lugarteniente y sólo un año después, ayudante. En 1918 fue herido de gravedad en el frente occidental cerca de Brix Moliqueau y, tras su estancia en el hospital de campaña y el sanatorio, volvió a su hogar.
Tras la Guerra, se implicó en las luchas fronterizas en Silesia Superior y en 1921 ingresó como oficial del estado mayor en la organización de extrema derecha Selbstschutzgruppe Nord. Ese mismo año, retomó sus estudios, aunque los volvió a interrumpir poco después.
En 1924 se hizo redactor del periódico der Schlesische Volksstimme, que tuvo que abandonar pronto por falta de lectores, y comenzó a involucrarse en una pequeña organización que ya tenía una fuerte tendencia fascista, el Nationalsozialistischer Freiheitspartei. Entre 1924 y 1926 fue concejal del municipio de Breslavia y, tras el intento de golpe de Estado de Hitler en Múnich y la prohibición del Partido nazi, a partir de 1925 se implicó en la reorganización del partido tras el levantamiento de la prohibición. Ese mismo año se hizo miembro del Partido con número de carnet 2023 y fue nombrado Jefe de Gau del Partido nazi en Silesia.
A partir de abril de 1925, Brückner fue director del Schlesischer Beobachter, el equivalente del Völkischer Beobachter alemán, que posteriormente pasaría a ser sustituido por el Schlesischer Tageszeitung. En 1930 participó en la fundación de la editorial Breslauer Zentral Verlag. En ese mismo año se casó.
En las elecciones de septiembre de 1930, Bruckner salió elegido al Reichstag por el Partido nazi y el 24 de abril de 1932 al Parlamento de Prusia. Con el nombramiento de Landesinspekteur Ost en verano de 1923, Brückner consiguió ser responsable del Partido nazi en Prusia Oriental y Danzig, además de Silesia, de la que ya era responsable.
Tras la toma de poder de los nazis, Brückner fue nombrado el 25 de marzo de 1933 Oberpräsident de la provincia de Silesia Inferior en Breslavia y de forma interina de Silesia Superior en Oppeln. El nombramiento oficial siguió el 2 de agosto de 1933. El 7 de octubre de 1933, Brückner fue nombrado SA-Gruppenführer.
Ya antes de 1933 Brückner había sido relacionado en diversas ocasiones con el artículo 175, el que prohibía la homosexualidad. En 1934 fue encarcelado, expulsado del Partido nazi y perdió todos sus cargos por «diferentes declaraciones y sus tendencias homosexuales» durante la Noche de los cuchillos largos, al ser afín a Röhm. Del 28 de febrero al 27 de mayo de 1936 estuvo en el campo de concentración de Bützow-Dreibergen, en Mecklemburgo. Desde 1938 vivió —expulsado de Silesia— como trabajador industrial en las fábricas de Heinkel en Rostock. Allí fue detenido por la administración militar soviética en julio de 1945 y encerrado en un campo de detención en Turingia hasta 1949, para ser trasladado posteriormente a la Unión Soviética, donde permaneció en diversos campos de internamiento. Fuentes oficiales dan su fallecimiento tanto en 1951 como en 1954, aunque no se dan fecha o lugar exactos.